# S teb da badem pak
S teb da badem pak è un singolo della cantante bulgara Andrea, pubblicato il 14 gennaio 2010 come secondo estratto dal terzo album in studio Andrea.

## Tracce
1. S Teb da Budem Pak – 4:12
2. S Teb da Budem Pak (Instrumental) – 4:11
3. S Teb da Budem Pak (DJ Version) – 3:40